# پیامد (فیلم آینده)
پیامد (به انگلیسی: Outcome) یک فیلم کمدی سیاه آمریکایی به کارگردانی و تهیه‌کنندگی جونا هیل است که فیلمنامه را با ازرا وودز نوشته است. در این فیلم کیانو ریوز، جونا هیل، کامرون دیاز، مت بامر، سوزان لوسی، دیوید اسپید، لاورن کاکس، کایا گربر، روی وود جونیور و آتسوکو اوکاتسوکا ایفای نقش می‌کنند.

## زمینه داستانی
ریف هاک (ریوز)، بازیگری است که پنج سال هوشیار بوده و الکل ننوشیده است. او با استراحت از بازیگری برای ساختن خانه جدید خود، به پیشرفت خود در زندگی افتخار می‌کند. با این حال زندگی او وقتی زیر و رو می‌شود که که او تماسی از وکیل بحران خود، ایرا اسلیتز (هیل)، دریافت می‌کند، که می‌گوید شخصی می‌خواهد با یک ویدیوی مشکوک از او باج بگیرد. ریف سپس تصمیم به جبران با کسانی می‌گیرد که در گذشته به آنها ظلم کرده است، تا بفهمد باج‌گیر چه کسی است.

## بازیگران
- کیانو ریوز در نقش ریف هاک، ستاره آسیب‌دیده هالیوود که پس از اخاذی‌شدن با یک کلیپ ویدیویی مرموز از گذشته‌اش، باید به اعماق تاریک گذشته خود رفته تا با شیاطین خود مقابله کند.
- جونا هیل در نقش ایرا اسلیتز، وکیل بحران هاک که او را از یک باج‌گیر مطلع می‌کند که ظاهراً ویدیویی مشکوک از هاک دارد.
- کامرون دیاز
- مت بامر
- سوزان لوسی
- دیوید اسپید
- لاورن کاکس
- کایا گربر
- روی وود جونیور
- آتسوکو اوکاتسوکا

## تولید

### انتخاب بازیگران
در آوریل ۲۰۲۳ اعلام شد که اپل تی‌وی پلاس فیلمی را به کارگردانی جونا هیل خریداری کرده است، و او همچنین در این فیلم با کیانو ریوز که در آن زمان در حال مذاکره برای بازی در کنار هیل بود، بازی خواهد کرد. در ژانویه ۲۰۲۴ تأیید شد که ریوز در این فیلم بازی می‌کند، و قرار بود تصویربرداری اصلی در مارس ۲۰۲۴ در لس‌آنجلس آغاز شود و انتظار می‌رفت در می به پایان برسد. در ماه مارس، گفته شد که کامرون دیاز در حال مذاکره برای پیوستن به فیلم در یک نقش اصلی نامشخص بوده است. چند روز بعد، تأیید شد که دیاز برای پیوستن به بازیگران قرارداد امضا کرده است و مت بامر نیز در نقش نامعلوم دیگری به آنها پیوسته است. این اولین باری است که ریوز و دیاز پس از احساس مینه‌سوتا (۱۹۹۶) در یک فیلم با هم دوباره همبازی می‌شوند.

### فیلمبرداری
تصویربرداری اصلی در ۲۰ مارس ۲۰۲۴، مدت کوتاهی پس از تولید فیلم کمدی خوش‌شانس به کارگردانی ریوز و عزیز انصاری آغاز شد. در ماه آوریل، سوزان لوسی، دیوید اسپید، لاورن کاکس، کایا گربر، روی وود جونیور و آتسوکو اوکاتسوکا به بازیگران اضافه شدند.

### پس تولید
نیک هوی تدوینگر فیلم است.

## انتشار
پیامد در اپل تی‌وی پلاس منتشر خواهد شد.